# コンポステーラ (ナヤリット州)
コンポステーラ（Compostela）はメキシコのナヤリット州にある自治体（ムニシピオ）である。ナワトル語ではコアトラン（Coatlān）すなわち蛇のいる場所と呼ばれた。コンポステーラはナヤリット州の南岸に位置し、緯度は北緯21度22分から20度52分、経度は西経104度49分から105度22分の場所にある。筆頭市はビジャ・デ・サンティアゴ・デ・ガリシア・デ・コンポステーラ・デ・インディアス(Villa de Santiago de Galicia de Compostela de Indias)であり、単にコンポステーラと略称される。
ムニシピオの面積は1848平方キロメートルで、ハリスコ州グアダラハラおよびナヤリット州都のテピクとの間に道路および鉄道による交通がある。ハリスコ州プエルト・バヤルタとの間にも道路で接続されている。
2010年の国勢調査によると、ムニシピオの人口は70399人である。筆頭市のコンポステーラのみの人口は17573人である。

## 歴史
スペイン人による植民地化以前、この地にはチマルワカン王国があり、ナワ族のさまざまな部族から構成されていた。現在のコンポステーラのあるカクタン盆地にはカクノ族およびテペワノ族が住んでいた。
1524-1525年、エルナン・コルテスの甥にあたるフランシスコ・コルテス・デ・サン・ブエナベントゥーラがこの地域を探検したが、大きな影響を及ぼすことはなかった。
1530年、その残虐性によってバルトロメ・デ・ラス・カサスが「大いなる暴君」(gran tirano)と呼んだコンキスタドールのヌーニョ・デ・グスマンがこの地に遠征した。1531年1月25日の勅令で、グスマンの征服地はヌエバ・ガリシア王国と命名され、その首都はサンティアゴ・デ・ガリシア・デ・コンポステーラとされた。ヌエバ・ガリシア王国の領土は今のナヤリット州、ハリスコ州、コリマ州、アグアスカリエンテス州およびシナロア州、サカテカス州、サン・ルイス・ポトシ州の一部を含んでいた。
首都サンティアゴ・デ・ガリシア・デ・コンポステーラは最初今のナヤリット州都であるテピクに置かれたが、先住民による反乱のために都を移転することを考えるようになった。
1540年7月25日、グスマンの配下であったクリストバル・デ・オニャーテ (Cristóbal de Oñate) によってサンティアゴ・デ・ガリシア・デ・コンポステーラはテピクから今のコンポステーラに移された。町の名前はスペインのガリシア地方の町であるサンティアゴ・デ・コンポステーラにちなむ。植民地時代には「コンポステーラ・デ・インディアス」と呼ばれ、現在のムニシピオおよび筆頭市の名前はそれに由来する。
1548年2月13日、神聖ローマ皇帝カール5世（スペイン王カルロス1世）はコンポステーラに4人の聴訴官 (oidor) からなるアウディエンシアを設立した。アウディエンシアは1549年1月21日に実際に機能しはじめた。1549年7月、コンポステーラにヌエバ・ガリシア司教座が置かれた。
1560年5月10日、アウディエンシアと司教座はヌエバ・ガリシアの3番目（最後）の首都であるグアダラハラに移転した。